# A.-M. Lafortelle
Ange-Martial Delafortelle dit A.-M. Lafortelle ou Lafortelle, né à Paris (paroisse Saint-Merry) le 11 janvier 1769 et mort à Paris 2e le 21 février 1851,,, est un auteur dramatique et librettiste français.

## Biographie
Fils d'un avocat au Parlement de Paris, conseiller-secrétaire du Roi en la Grande Chancellerie, Ange-Martial Delafortelle devient employé aux Subsistances puis réquisitionnaire sous la Révolution et le Directoire. Après avoir publié quelques œuvres poétiques, c'est sous le Consulat qu'il se lance dans la carrière d'auteur dramatique avec Le Peintre dans son ménage, une comédie écrite avec Jacques-André Jacquelin, fonctionnaire comme lui au ministère de la Guerre, représentée au théâtre des Jeunes-Artistes en octobre 1799.
Lafortelle mettra fin à sa carrière littéraire avec la création en décembre 1827 à l'Opéra-Comique du drame lyrique du compositeur Michele Carafa Masaniello, ou le Pêcheur napolitain qui demeure son plus grand succès d'auteur.
Ses pièces, pratiquement toutes écrites en collaboration, ont été représentées sur les plus grandes scènes parisiennes du XIXe siècle : Théâtre des Variétés, Théâtre du Palais-Royal, Théâtre du Vaudeville etc.
Il est l'oncle du baron Claude de Champlouis (1788-1850) homme politique et haut fonctionnaire sous l'Empire et la Restauration.

## Œuvres
- 1793 : Cantiques faits à l'occasion d'une loge d'adoption
- 1799 : Le Peintre dans son ménage, comédie en 2 actes et en prose, mêlée de vaudevilles, avec Jacques-André Jacquelin, au théâtre des Jeunes-Artistes (21 octobre)
- 1802 : Le Concert aux Champs-Élysées, vaudeville en 1 acte, avec René de Chazet et Pierre-Ange Vieillard, au théâtre Montansier (3 juillet)
- 1803 : Le Mot de l'énigme, vaudeville en 1 acte, avec René de Chazet et Marc-Antoine Désaugiers, au théâtre Montansier (12 février)
- 1804 : L'Hôtel de Lorraine, ou La mine est trompeuse, proverbe en 1 acte, mêlé de vaudevilles, avec René de Chazet et Francis d'Allarde, au théâtre Montansier (6 mai)
- 1804 : L'Amour et l'Argent, ou le Créancier rival, comédie en 1 acte, en prose, mêlée de vaudevilles, avec René de Chazet et Marc-Antoine Désaugiers, au théâtre Montansier (19 mai)[10]
- 1804 : La Belle Milanaise, ou la Fille-femme, page et soldat, mélodrame en 3 actes, à grand spectacle, orné de chants, avec Charles Henrion et Joseph Servières, musique de M. Leblanc, au théâtre de la Gaîté (28 juin)
- 1804 : L'École des gourmands, vaudeville en 1 acte, avec René de Chazet et Francis d'Allarde, au théâtre Montansier (1er août)
- 1804 : Les Charbonniers de la Forêt Noire, comédie en 3 actes, mêlée de vaudevilles, avec Serwin et Joseph Servières, au théâtre de la Porte-Saint-Martin (19 septembre)
- 1804 : L'Amant soupçonneux, comédie en 1 acte, en vers, avec René de Chazet, au théâtre de l'Impératrice (3 novembre)[11]
- 1804 : La Nouvelle Nouveauté, comédie épisodique en 1 acte, en prose, mêlée de vaudevilles, avec Moreau de Commagny, au théâtre du Vaudeville (17 décembre)
- 1805 : La Fille jockey, vaudeville en 1 acte, avec René de Chazet, au théâtre du Palais-Royal (19 août)
- 1805 : Dubelloy, ou les Templiers, vaudeville en 1 acte, avec René de Chazet, au théâtre du Vaudeville (1er septembre)
- 1805 : Cassandre, malade imaginaire, vaudeville en un acte, au théâtre du Vaudeville (9 septembre)
- 1806 : La Nuit d'auberge, vaudeville en 1 acte, avec Moreau de Commagny, au théâtre du Palais-Royal (24 mars)
- 1806 : Voltaire chez Ninon, fait historique en 1 acte et en prose, mêlé de vaudevilles, avec Moreau de Commagny, au théâtre du Vaudeville (7 mai)
- 1806 : Faut-il se marier ?, comédie en 2 actes, mêlée de vaudevilles, avec Francis d'Allarde, au théâtre Montansier (15 octobre)
- 1806 : Monsieur Giraffe, ou la Mort de l'ours blanc, vaudeville en 1 acte avec Francis d'Allarde, au théâtre Montansier (27 décembre)
- 1807 : Le Château et la Chaumière, vaudeville en 1 acte, avec Charles Henrion, au théâtre du Vaudeville (28 janvier)
- 1808 : Poisson chez Colbert, comédie en 1 acte et en prose, mêlée de vaudevilles, avec Moreau de Commagny, au théâtre du Vaudeville (18 juin)
- 1809 : Bérenger, ou l'Anneau de mariage, vaudeville en 1 acte, avec Victorin Fabre, au théâtre du Vaudeville, (4 février)
- 1810 : Une visite à Saint-Cyr, vaudeville en 1 acte, avec Moreau de Commagny, au théâtre du Vaudeville (16 décembre)
- 1811 : L'Auteur sans le savoir, vaudeville en 1 acte avec Joseph Pain, au théâtre du Vaudeville (7 août)
- 1812 : La Femme de chambre ou la Vengeance d'un Gascon, comédie en 1 acte et en prose, mêlée de vaudevilles, au théâtre des Variétés (2 juillet)
- 1813 : Tout pour l'enseigne, ou la Manie du jour, vaudeville en 1 acte, avec Nicolas Brazier, Jean-Toussaint Merle et Moreau de Commagny, au théâtre des Variétés (18 avril)
- 1813 : Le Sérail en goguette ou le Panier de vin de Champagne, comédie en 1 acte mêlée de vaudevilles, avec Jean-Toussaint Merle, au théâtre des Variétés (8 décembre)
- 1813 : Baboukin, ou le Sérail en goguette, vaudeville en 1 acte, avec Jean-Toussaint Merle et Moreau de Commagny, au théâtre des Variétés (31 décembre)[12]
- 1814 : Monsieur Crouton, ou l'Aspirant au Salon, pièce grivoise en 1 acte, mêlée de couplets, avec Moreau de Commagny et Francis d'Allarde, au théâtre des Variétés (24 novembre)
- 1815 : Le Cordier de Samarcande, ou Tout tient au bonheur, comédie en 1 acte, en prose, mêlée de couplets, tirée d'un conte des Mille et une nuits, avec Moreau de Commagny, au théâtre des Variétés (10 avril)
- 1815 : Les Rencontres au corps-de-garde, vaudeville en 1 acte, avec Nicolas Brazier et Jean-Toussaint Merle, au théâtre des Variétés (23 décembre)
- 1816 : Les Deux Vaudevilles, ou la Gaîté et le Sentiment, vaudeville épisodique en 1 acte, avec Nicolas Brazier et Jean-Toussaint Merle, au théâtre des Variétés (2 mars)
- 1816 : La Fin du monde, ou les Taches dans le soleil, vaudeville en 1 acte, avec Nicolas Brazier et Jean-Toussaint Merle, au théâtre des Variétés (7 août)
- 1816 : Les Montagnes russes, vaudeville en 1 acte avec Nicolas Brazier, Moreau de Commagny et Jean-Toussaint Merle, au théâtre des Variétés (29 août)
- 1818 : Le Sergent Québrantador, ou l'Auberge ensorcelée, vaudeville en 1 acte avec Nicolas Brazier et Jean-Toussaint Merle, d'après Le Diable boiteux d'Alain-René Lesage, au théâtre des Variétés (non imprimé)
- 1820 : Les Étrennes à contre-sens, vaudeville en 1 acte, avec Nicolas Brazier et Jean-Toussaint Merle, au théâtre de la Porte-Saint-Martin (1er janvier)
- 1821 : Le Comédien de Bruxelles, ou la Prévention vaincue, comédie-anecdote en 1 acte, mêlée de vaudevilles, au théâtre du Vaudeville (24 novembre)
- 1821 : Les Joueurs, ou la Hausse et la baisse, comédie en 1 acte, mêlée de couplets, avec Francis d'Allarde et Moreau de Commagny, au théâtre des Variétés (18 août)
- 1826 : Le Testament de Polichinelle, comédie-vaudeville en 1 acte avec Eugène Scribe et Moreau de Commagny, au théâtre de Madame (17 février)[13]
- 1827 : Masaniello, ou le Pêcheur napolitain, drame lyrique en 4 actes, avec Moreau de Commagny, musique de Carafa, au théâtre de l'Opéra-Comique (27 décembre)